# Don Ohlmeyer
Donald Winfred Ohlemeyer, Jr., dit Don Ohlmeyer (né le 3 février 1945 à La Nouvelle-Orléans en Louisiane et mort le 10 septembre 2017 à Indian Wells en Californie), est un producteur audiovisuel américain et ancien président de la division Côte Ouest du réseau NBC.

## Biographie
Don Ohlmeyer obtient son diplôme de l'Université Notre-Dame-du-Lac en 1967. 
Il quitte NBC en 1982, pour lancer sa société de production nommée Ohlmeyer Communications.
Le 16 mars 1993, ESPN achète la société de production Ohlmeyer Communications. Elle fusionne ensuite Creative Sports, société achetée par ESPN le 9 mai 1994, pour devenir ESPN Plus.
Il est mort de cancer en 2017, à l'age de 72 ans.